# Sorbus gerecseensis
Sorbus gerecseensis är en rosväxtart som beskrevs av Ádám Boros och Karpati. Sorbus gerecseensis ingår i släktet oxlar, och familjen rosväxter. Inga underarter finns listade i Catalogue of Life.